# Leoncin (gmina)
Leoncin (do 1952 gmina Głusk) – gmina wiejska w województwie mazowieckim, w powiecie nowodworskim. W latach 1975–1998 gmina położona była w województwie warszawskim.
Siedziba gminy to Leoncin.
Według danych z 30 czerwca 2004 gminę zamieszkiwały 5082 osoby. Natomiast według danych z 31 grudnia 2017 roku gminę zamieszkiwało 5577 osób.
Według danych z 31 grudnia 2019 roku gminę zamieszkiwało 5620 osób.

## Struktura powierzchni
Według danych z roku 2002 gmina Leoncin ma obszar 158,84 km², w tym:
- użytki rolne: 38%
- użytki leśne: 50%

Gmina stanowi 22,97% powierzchni powiatu.

## Demografia

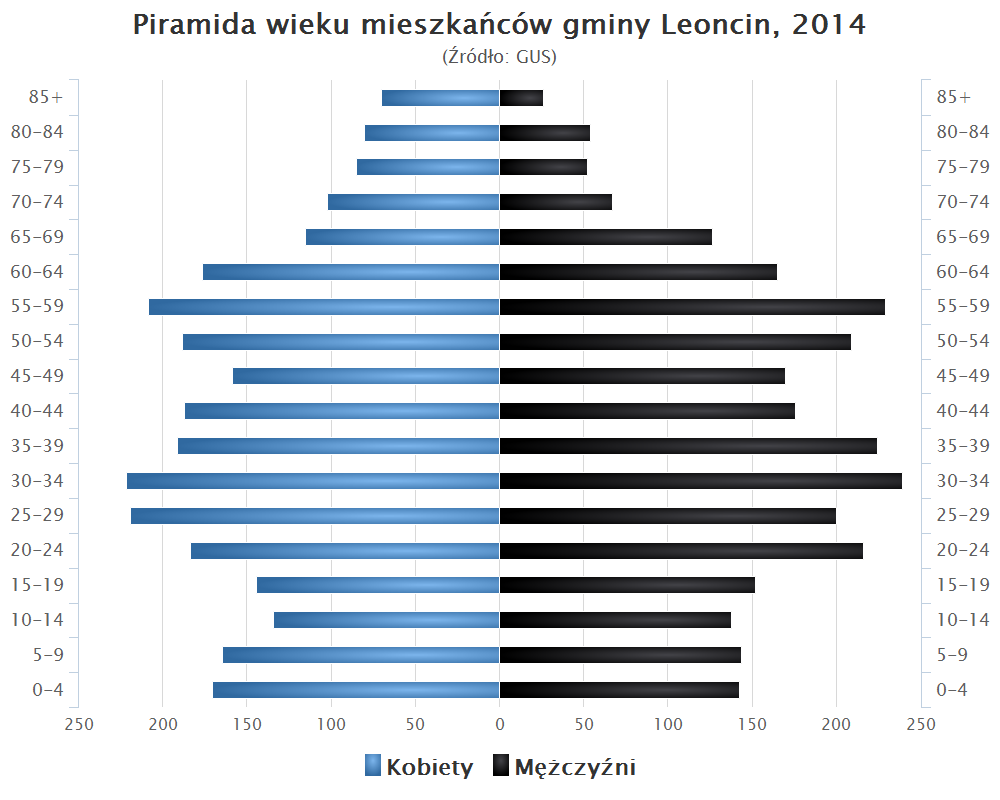
Piramida wieku mieszkańców gminy Leoncin w 2014 roku

Dane z 30 czerwca 2004:
| Opis                              | Ogółem | Ogółem | Kobiety | Kobiety | Mężczyźni | Mężczyźni |
| --------------------------------- | ------ | ------ | ------- | ------- | --------- | --------- |
| jednostka                         | osób   | %      | osób    | %       | osób      | %         |
| populacja                         | 5082   | 100    | 2561    | 50,4    | 2521      | 49,6      |
| gęstość zaludnienia (mieszk./km²) | 32     | 32     | 16,1    | 16,1    | 15,9      | 15,9      |

## Sołectwa
Gać, Gniewniewice Folwarczne, Górki, Leoncin, Nowa Dąbrowa, Nowa Mała Wieś, Nowe Grochale, Nowe Polesie, Nowy Secymin, Nowy Wilków, Ośniki, Rybitew, Secymin Polski, Stanisławów, Stara Dąbrowa, Stare Polesie, Wilków nad Wisłą, Wilków Polski.
Miejscowości podstawowe bez statusu sołectwa: 
Cisowe, Głusk, Krubiczew, Mała Wieś przy Drodze, Michałów, Nowe Budy, Nowe Gniewniewice, Nowe Polesie (osada), Nowiny, Secyminek, Stare Gniewniewice, Stare Grochale, Teofile, Wincentówek, Zamość

## Sąsiednie gminy
Brochów, Czerwińsk nad Wisłą, Czosnów, Kampinos, Leszno, Zakroczym